# Нигерийско-чадские отношения
Нигерийско-чадские отношения — двусторонние дипломатические отношения  между Нигерией и Чадом.  Протяжённость государственной границы между странами составляет 85 км.

## История
В 1975 году отношения между странами улучшились, после свержения чадского президента Франсуа Томбалбая. Нигерия поддерживала Чад в его борьбе с ливийскими войсками, однако избегала прямого участия в данном военном конфликте. В 1979 году Нигерия проспонсировала проведение между соперничающими группировками в Чаде и предложила малоизвестного государственного служащего Махмата Шава Лола в качестве главы коалиционного правительства. Махмат Шава Лол был президентом Чада несколько месяцев, после чего был отстранён от власти из-за своей про-нигерийской политики.
В 1980-х годы, при правлении Хиссена Хабре, две страны наладили ещё более тесные связи. Надеясь извлечь коммерческую и дипломатическую выгоду путём расширения региональных торговых отношений, Нигерия оттеснила Францию как основного источника экспортного дохода Чада. Экспорт Чада в Нигерию: скот и сушеная рыба, химические вещества. Импорт Чада из Нигерии: продовольственные и промышленные товары. Оба правительства также признали потенциальную ценность большого неформального сектора торговли через их границу, который ни одна страна не контролирует. Кроме того, несколько тысяч жителей Чад стало работать в сфере нигерийской промышленности и торговли.
Однако, отношения между странами не обошлись и без конфликтов. Начиная с конца 1970-х годов, начали происходить столкновения в районе озера Чад, где обе страны надеялись начать использовать запасы нефти. Затем страны попытались ослабить эти столкновения, создав совместные патрули и комиссию по демаркации границы через озеро. Затем, в начале 1980-х годов, из-за обмельчания озера Чад появилось несколько небольших островов, что привело к дальнейшему спору о их принадлежности. Отношения также осложнены нестабильностью на севере Нигерии, порожденные ростом исламского фундаментализма. Большинство религиозных фанатиков имели местное происхождение, но нигерийская полиция арестовала несколько ливийцев, что привело к росту нигерийской поддержки Чада в его войне с Ливией.
В 1983 году нигерийская кампания жесткой экономии коснулась множества соседних государств, в том числе и Чада. Нигерия изгнала несколько сотен тысяч иностранных рабочих, в основном из своей нефтяной промышленности, которая столкнулась с резкими сокращениями в результате снижения мировых цен на нефть. По крайней мере, 30 000 выгнанных рабочих были гражданами Чада. Несмотря на эту проблему, нигерийцы продолжили оказывать помощь Чаду в достижении стабильности и обе страны подтвердили своё намерение поддерживать тесные связи.